# Austin és Ally
Az Austin és Ally (eredeti cím: Austin & Ally) 2011 és 2016 között futott amerikai vígjáték, amelyet Kevin Kopelow és Heath Seifert alkotott. A főbb szerepekben Ross Lynch, Laura Marano, Raini Rodriguez és Calum Worthy látható.
Amerikában a Disney Channelen debütált 2011. december 2-án. Magyarországon szintén a Disney Channel mutatta be 2013. május 11-én.

## Cselekmény
Mikor Austin Moon és barátja, Dez ellopják a dalszövegíró Ally dalát és forgatnak hozzá egy videóklipet, Austin híres lesz, és nézők milliói imádják őt. Miután Austin elmondja a világnak, hogy a dalt nem ő, hanem Ally írta, úgy döntenek, szerzőpárosok lesznek. Eközben Trish mindig újabb munkahelyekre megy, de végül sose bírja tovább két napnál.

## Szereplők
| Szerep              | Színész         | Magyar hang                | Leírás |
| ------------------- | --------------- | -------------------------- | --- |
| Austin Moon         | Ross Lynch      | Borbíró András (1. évad)   | Austin egy laza, szabad fiú, akit semmi nem akadályozhat meg a céljai elérésében. Imád szerepelni, ám egyedül képtelen dalt írni. Dez legjobb barátja. Szerelmes lesz Ally-be. A csapatban ő az előadó. |
| Austin Moon         | Ross Lynch      | Kilin Bertalan (2-4. évad) | Austin egy laza, szabad fiú, akit semmi nem akadályozhat meg a céljai elérésében. Imád szerepelni, ám egyedül képtelen dalt írni. Dez legjobb barátja. Szerelmes lesz Ally-be. A csapatban ő az előadó. |
| Ally Dawson         | Laura Marano    | Bogdányi Titanilla         | Ally egy briliáns dalszerző, de lámpaláza van. Trish legjobb barátja. Szerelmes lesz Austin-ba. Austin dalszerzője, később maga is énekes lesz.                                                         |
| Dezmond Wade        | Calum Worthy    | Kovács Lehel               | Becenevén Dez bolondos, és kissé buta tinédzser, aki imád feltűnő pólókban járkálni. Chuck riválisa. Ő rendezi Austin és Ally videóit.                                                                  |
| Patricia De La Rosa | Raini Rodriguez | Laudon Andrea              | Becenevén Trish egy olyan lány, aki a pénznek él, hetente többször is munkahelyet változtat. Ő menedzseli a csapatot.                                                                                   |

## Epizódok
| Évad | Évad | Epizódok | Eredeti sugárzás  | Eredeti sugárzás     | Magyar sugárzás   | Magyar sugárzás    |
| Évad | Évad | Epizódok | Évadpremier       | Évadfinálé           | Évadpremier       | Évadfinálé         |
| ---- | ---- | -------- | ----------------- | -------------------- | ----------------- | ------------------ |
|      | 1    | 19       | 2011. december 2. | 2012. szeptember 9.  | 2013. május 11.   | 2014. április 4.   |
|      | 2    | 26       | 2012. október 7.  | 2013. szeptember 29. | 2014. április 6.  | 2015. március 22.  |
|      | 3    | 22       | 2013. október 27. | 2014. november 23.   | 2015. március 28. | 2016. január 31.   |
|      | 4    | 20       | 2015. január 18.  | 2016. január 10.     | 2016. április 2.  | 2016. december 14. |